# Broomfield (Colorado)
Broomfield è una città consolidata (città e contea) degli Stati Uniti d'America nello Stato del Colorado. Nel 2006 la popolazione era stimata in 45 116 abitanti.

## Geografia
La contea si trova nel centro-nord dello Stato e si tratta della contea più piccola dello Stato. Si colloca nel Front Range.

### Contee confinanti
- Contea di Weld - nord-est
- Contea di Adams - sud-est
- Contea di Jefferson - sud
- Contea di Boulder - ovest

## Storia
La città fu incorporata nel 1961 e faceva parte della contea di Boulder. Negli anni '90 la città di Broomfield si estendeva su quattro contee, per questo nel 1998 passò un emendamento per poter creare una città consolidata. Broomfield è diventata così l'ultima contea del Colorado nel 2001.

## Gemellaggi
- Ueda